# بیمارستان دانشگاه الاسد
بیمارستان دانشگاه الاسد (به انگلیسی: Al Assad University Hospital) بیمارستانی همگانی در سوریه است که در ۱۹۸۸ میلادی ساخته شد و دارای ۵۶۶ تخت است.